# Yves Sente
Yves Sente (Bruxelles, 17 gennaio 1964) è un fumettista belga.
Nato a Bruxelles nel 1964, si laureò in Legge specializzandosi in Affari pubblici e internazionali.
Nel 1991 fu assunto come redattore capo dalle Éditions du Lombard, e l'anno successivo ne divenne direttore editoriale.
Sente ha sceneggiato sette storie di Blake e Mortimer: La macchinazione Voronov, I sarcofagi del sesto continente, Il santuario di Gondwana, Il giuramento dei cinque lord, Il bastone di Plutarco, Il testamento di William S. e La valle degli immortali.
Inoltre ha sceneggiato i due numeri della serie Il Conte Skarbek ed ora cura ufficialmente sia la serie di Thorgal che quella di  XIII